# 鶴丸哲哉
鶴丸 哲哉（つるまる てつや）は日本の実業家。株式会社ルネサスエレクトロニクス代表取締役会長。

## 略歴
1973年久留米大学附設高等学校卒業。同級生に青沼隆之元名古屋高等検察庁検事長、栗木康幸元東京エレクトロンデバイス社長がいた。1979年鹿児島大学大学院修了後、日立製作所入社。2003年ルネサステクノロジ那珂工場長、2010年ルネサスエレクトロニクス執行役員、2012年取締役。2013年代表取締役社長。2016年から同社代表取締役会長。